# Nusawungu (plaats)
Nusawungu is een bestuurslaag in het regentschap Cilacap van de provincie Midden-Java, Indonesië. Nusawungu telt 4118 inwoners (volkstelling 2010).